# 分歧真葉珊瑚
分歧真葉珊瑚（学名：Euphyllia divisa）为[[]]真葉珊瑚屬下的一个种。